# 美国驻济南领事馆

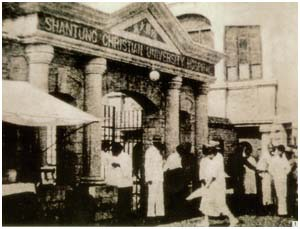
1918年10月成立的美国驻济南领事馆

美国驻济南领事馆为美国设在山东济南的外交代表机构，始建于1918年，1948年撤销。

## 历史
美国曾于1904年提出在济南设立领事馆，同时委托济南教区牧师韩维廉（William Beeson Hamilton）代理领事。1918年10月美国驻济南领事馆正式成立。1919年青岛领事馆曾与济南领事馆短暂合并，不过很快便恢复。抗日战争期间于1937年12月闭馆。1938年12月重新开馆。1941年12月太平洋战争爆发后，领馆被日军查封。抗日战争结束后于1946年1月再度开馆，同时在馆内设立美国陆军驻济南办事处。1948年闭馆。
在驻中国的14个美国领事馆中，济南领事馆的规模倒数第二，仅大于昆明的美领馆。内设：
- 美籍领事1人
- 美籍副领事1人（非常设）
- 美籍秘书1人（非常设）
- 华籍翻译1人
- 中文写字员1人
- “苦力”5人（其中1人在公事房听差，1人购物送信，1人看门兼打更，1人看锅炉兼照顾花园，1人拉车）
- 领事自用3人，由领事支付工资：1个炊事员，另2人办理杂务。历任领事，均把这3个职位人选移交于后任，未尝更换。

济南领事馆之“領事轄區”为自胶莱河以西之山东境内各地，其东则属于美国驻烟台领事馆。青岛美领馆区域很小，仅青岛市及胶县、高密、即墨3县。约在1935年，济南美领馆之区域奉令扩大，包括河南省邻近山东曹州府之十几县。当时美国商行及其他组织，如教会、医院等共有20余处，美国侨民住济南和散居各县者，常年人数总在300左右，教士占绝大多数，其余则为商人。
济南美领馆初成立时赁居商埠经五路小纬二路西南转角之一小楼。其后领事高思到任，照美国政府规定之图样，比商义品公司在经七路小纬二路东北转角，建筑楼房一所，租与美领馆，以10年为期，美领馆有优先购买权。修成后，美领馆方迁入新舍。10年期满，又租用延期10年。

## 领事
以下列出美国驻济南历任领事。其中黑色代表领事，灰色代表副领事。
| 姓名     | 英文名                | 就任          | 离任          | 领事职务 | 备注                                           |
| -------- | --------------------- | ------------- | ------------- | -------- | ---------------------------------------------- |
| 秘克福   | George F. Bickford    | 1919年        |               | 领事     |                                                |
| 阿乐满   | Norwood F. Allman     | 1919年5月     | 1921年        | 副领事   |                                                |
| 高思     | Clarence E. Gauss     | 1921年3月     | 1923年        | 领事     |                                                |
| 敏丽颂   |                       | 1921年3月     |               | 副领事   |                                                |
| 威尔逊   |                       | 1923年11月    |               | 领事     |                                                |
| 高思     | Clarence E. Gauss     | 1924年        | 1926年        | 总领事   |                                                |
| 美尔本   | Harvey L. Milbourne   | 1924年        |               | 副领事   |                                                |
| 艾林森   |                       | 1924年10月    |               | 领事     |                                                |
| 丁立门   |                       | 1925年3月     |               | 领事     | 前清时久在中国并曾任北京大学教务长丁甲立之子   |
| 郎固敦   | William R. Langdon    | 1926年3月     |               | 领事     |                                                |
| 司维讷   | Alexander G. Swaney   | 1926年        |               | 副领事   | 代理领事                                       |
| 司丹敦   | Edwin Forward Stanton | 1927年        | 1929年        | 领事     | 会华语，纯系新派                               |
| 道尔清   | W. Roderick Dorsey    | 1929年        |               | 领事     |                                                |
| 麦和德   | Carl D. Meinhardt     | 1932年        |               | 领事     | 年已40余岁，笃信耶教，不会华语，为一旧派领事   |
| 步雷克   | Ralph J. Blake        | 1932年        |               | 副领事   |                                                |
| 范宣德   |                       | 1931年底      | 1933          | 领事     | 人极活动，能操流利华语。后升任为其外交部之司长 |
| 史特芬   |                       | 1933年        | 1935年秋      | 领事     |                                                |
| 司美士   |                       | 1935年秋      | 1936年夏      | 领事     |                                                |
| 司弥福？ |                       | 1936年11月5日 |               | 领事     |                                                |
| 曹特汉？ |                       | 1937年1月     |               | 领事     |                                                |
| 艾立森   | John M. Allison       | 1936年夏      | 1937年9月     | 领事     | 会日语，稍解华语，后升任驻日本大使             |
| 郝思恩   | Horace H. Smith       | 1938年12月    | 1941年12月8日 | 领事     | 被软禁至1942年6月13日始离济                    |
| 郝司     |                       | 1946年1月     |               | 领事     |                                                |